# Hacsi, a leghűségesebb barát
A Hacsi, a leghűségesebb barát (angolul: Hachi: A Dog's Tale) 2009-ben bemutatott amerikai filmdráma, mely egy Hacsikó nevű hűséges akita kutya igaz történetén alapul, akit az amerikai feldolgozásban egy Parker Wilson nevű tanár (Richard Gere) fogad be magához. A film kettejük kapcsolatát mutatja be.
2009. június 13-án mutatták be a Seattle-i Nemzetközi Filmfesztiválon, az első mozibemutató pedig 2009. augusztus 8-án volt Japánban. A film 2010. március 12-én mutatkozott be a brit mozikban az Entertainment Film Distributors jóvoltából, és 2009 és 2010 során több, mint 60 országban került bemutatásra. 2010 szeptemberének végére a film külföldi bevételei meghaladták a 45 millió dollárt. A Sony Pictures Entertainment úgy döntött, hogy lemond az amerikai forgalmazásról, és 2010. március 9-én DVD-n megjelenteti a filmet, majd végül eladta a Hallmark Channelnek, ahol 2010. szeptember 26-án debütált.

## Cselekmény
Egy amerikai professzor (Richard Gere) véletlenül egy akita kölyökkutyát talál a vasútállomáson. Hazaviszi, ám felesége ezt nem nézi jó szemmel. Hirdetéseket rak ki városszerte, hogy gazdát keressen a kölyökkutyának. Ám amikor a hirdetésre jelentkező akad, megesik a szíve a férjéhez oly közel álló kutyán. A professzor legjobb barátja lesz e kutya, és elnevezi Hacsinak. Hacsi minden napi elkíséri gazdáját a vasútállomásra a vonatához, ami dolgozni viszi őt. Majd türelmesen várja visszajöttét a vasútállomás előtt Jasjeet (Erick Avari) társaságában, akinél a professzor reggelente veszi az útravalóját. Hacsi mindig pontosan érkezik, ám egy nap nem érkezik meg a gazdája, aki egy előadás közben szívinfarktust kap és meghal. A gyásztól sújtott Cate Wilson elköltözik a városból, Hacsi a frissen házasodott lányához kerül. Ám az első adandó alkalommal elszökik, és kimegy az állomásra. Andy (Sarah Roemer) elfogadja Hacsi döntését és elengedi. Attól kezdve a kutya élete végéig kimegy a vasútállomásra, ahol a gazdája érkezését várja. Jasjeet viseli gondját Hacsinak, aki évekig várja gazdája érkezését, míg 9 év múlva meg nem hal.

## Szereplők
| Szerep                               | Színész                 | Magyar hang      |
| ------------------------------------ | ----------------------- | ---------------- |
| Hachiko Wilson                       | Layla / Chico / Forrest | –                |
| Parker Wilson professzor             | Richard Gere            | Csernák János    |
| Cate Wilson                          | Joan Allen              | Kovács Nóra      |
| Andy Wilson                          | Sarah Roemer            | Vadász Bea       |
| Michael                              | Robbie Collier Sublett  | Szatmári Attila  |
| Ronnie, Michael és Andy fia          | Kevin DeCoste           | N/A              |
| Jasjeet, indiai hot-dog árus         | Erick Avari             | Várday Zoltán    |
| Carl Boilins, állomásfelügyelő       | Jason Alexander         | Holl Nándor      |
| japán professzor, aki Parker barátja | Cary-Hiroyuki Tagawa    | Cs. Németh Lajos |
| Mary-Ann, a könyvesbolt tulajdonosa  | Davenia McFadden        | Andresz Kati     |
| Heather, Ronnie egyik osztálytársa   | Tora Hallström          | N/A              |

## Filmzene
1. "Japan" (03:26)
2. "New Home" (01:47)
3. "The Foot" (02:40)
4. "Dance Rehearsal" (02:15)
5. "Storm and the Rescue" (01:36)
6. "The Second Dance" (00:51)
7. "Under the Fence" (01:51)
8. "Treats from Cate" (01:52)
9. "Parker's Dance Played on Piano" (03:42)
10. "Parker and Hachi Walk to the Station" (02:04)
11. "Baby" (01:23)
12. "Marriage Bath" (03:27)
13. "Fetch" (02:12)
14. "To Train Together" (03:25)
15. "Packing Boxes" (02:15)
16. "Parker and Hachi" (03:28)
17. "Hachiko Runs Away" (04:27)
18. "Memory of the Storm" (01:36)
19. "Hachi Waiting for Parker Again" (02:51)
20. "Hachi's Last Trip to the Station" (02:06)
21. "Goodbye" (02:10)
22. "Hachi, Parker, Cate and Memories" (03:58)
23. "Hachi's Voice (1. verzió)" (Bónusz szám) (00:14)
24. "Hachi's Voice (2. verzió)" (Bónusz szám) (00:10)
25. "Hachi's Voice (3. verzió)" (Bónusz szám) (00:11)
26. "Hachi's Voice (4. verzió)" (Bónusz szám) (00:09)

## Fogadtatás
A film a kritikusok részéről nagyrészt pozitív fogadtatásban részesült. A Rotten Tomatoes oldalon 62%-os eredményt ért el, az IMDb-n 81 873 felhasználó véleménye alapján 8,2/10 pontot kapott (2014. június 2.)